# Nilea brigantina
Nilea brigantina là một loài ruồi trong họ Tachinidae.